# Monkleigh
Monkleigh – wieś i civil parish w Anglii, w Devon, w dystrykcie Torridge. W 2011 civil parish liczyła 379 mieszkańców. Monkleigh jest wspomniana w Domesday Book (1086) jako Lege/Lega.